# Kościół św. Franciszka z Asyżu w Malni
Kościół świętego Franciszka z Asyżu – rzymskokatolicki kościół filialny należący do Parafii Podwyższenia Krzyża Świętego i św. Franciszka w Malni,  w dekanacie Kamień Śląski diecezji opolskiej.

## Historia
Jest to budowla poewangelicka wzniesiona w latach 1801–1804 we wsi Kostów koło Kluczborka i ufundowana przez barona Antoniego von Strachwitz. W 1943 roku świątynia była remontowana. Do Malni została przeniesiona w 1977 roku.

## Architektura
Świątynia jest drewniana, jednonawowa, posiadająca konstrukcję zrębową. Dolna część świątyni jest murowana. Budowla posiada prezbiterium mniejsze w stosunku do nawy, zamknięte trójbocznie z zakrystią z boku. Z przodu nawy znajduje się kruchta. Wieża jest nadbudowana nad nawą i posiada konstrukcję słupową. Zwieńcza ją baniasty dach hełmowy z latarnią wykonany z blachy. Budowla nakryta jest dachem dwukalenicowym, pokryty m gontem. Wnętrze jest wyłożone boazerią i nakryte jest stropem płaskim obejmującym nawę i prezbiterium. We wnętrzu zachowały się empory boczne i chór muzyczny z falistą linią parapetu, podparte słupami. Podłoga jest wykonana z desek. Belka tęczowa jest ozdobiona Grupą Pasyjną. Wyposażenie pierwotne nie zachowało się do dziś.